# پنگ دهای
مارشال پنگ دهای (۱۸۹۸ – ۱۹۷۴) وزیر دفاع جمهوری خلق چین بود که مائو او را در سال ۱۹۵۹ برکنار کرد.
تأثیر اولیه یک گام بزرگ به جلو در همایش لوشان بررسی شد. برخلاف بسیاری از رهبران محافظه کار تنها کسی که بی باکانه شروع به حرف زدن در مورد طرح مائو کرد، مارشال پنگ دهای بود که پس از جلسه مائو او را از پستش به عنوان وزیر دفاع برکنار و بسیار او و حامیانش را نکوهش کرد. پس از آن این پست به دست لین بیائو افتاد کسی که تصفیه‌های سامانمند علیه حامیان پنگ را ترتیب داد.